# Commissioning processen
Commissioning processen (Cx) er en kvalitetsstyringsproces, der verificerer, dokumenterer og tester, at et byggeri opfylder de specificerede krav. 
Formålet med commissioning er overordnet set: bedre økonomi, mindre miljøbelastning og tidsmæssige besparelser, går man i dybden og udpensler arbejdsprocesserne bliver billedet langt mere raffineret - værdiskabelsen varierer nemlig både efter aktørens synspunkt, omfanget af commissioningprocessen og byggeriets type.
I Commissioning processen opstilles målbare funktionsbaserede krav til byggeriets installationer, anlæg, systemer og bygningsskal, som løbende kontrolleres igennem et helt byggeprojekt. Commissioning processen implementeres på byggeprojekter helt fra ideoplægget/idefasen, og processen forløber igennem alle byggeriets faser og videre ind i driftsfasen.
Selvom Commissioning processen stadig er en relativ ny disciplin i den danske byggebranche, er det inkluderet flere standardkontraktdokumenter. 

## Processen
Commissioning processen er en sideløbende integreret proces med byggeriets projektfaser. En udbredt misforståelse er, at Commissioning processen først udføres/opstartes ved idriftsættelse af byggeriet. Det kan kun kaldes en Commissioning proces, hvis Commissioning processen starter samtidig med, at der stilles krav til det kommende byggeprojekt. Hvis der for eksempel kun udføres test, eller hvis Commissioning processen først implementeres i udførelsesfasen, kan det ikke kaldes en Commissioning proces.

### Faserne
Faseopdelingen følger i store træk fasemodellen fra Ydelsesbeskrivelse for Byggeri og Landskab 2018, som er:
- Programfasen
- Projekteringsfasen
- Udførelsesfasen
- Driftsfasen

Udover de ovenstående faser fortsætter Commissioning processen ind i driftsfasen, hvor fasen ændres til On-going Cx.

### Aktiviteter
I alle faserne udføres Commissioning aktiviteterne for at verificere, at byggeprojektet overholder de specificerede krav. De primære aktiviteter er beskrevet i Dansk Standard . Der forefindes dog flere Commissioning aktiviteter, som ikke er beskrevet i DS 3090, men som bidrager til verificeringen af byggeriet. Dette inkluderer blandt andet testoversigten , som er en udvidet anlægsoversigt, der holder styr på de verificeringen af de enkelte anlæg.

## Organisering
Commissioning processens organisering består af:
- Commissioning Lederen
- Commissioning specialister
- Bygherren
- Bygherrens driftspersonale
- Bygnings slutbrugere
- De(n) projekterende rådgiver
- Entreprenøren
- Underentreprenører

Det er vigtigt, at alle involverede deltager aktivt og kontraktmæssigt forpligtet hertil, da store dele af Commissioning processen er baseret på dialog og samarbejde.

### Lederen af Commissioning processen
Lederen af Commissioning processen, ofte kaldet Commissioning Lederen (CxA/CxL), skal styre og koordinere Commissioning processen. Commissioning Lederen må ikke være direkte involveret i projektets projektering eller udførelses, hvis dette ikke er muligt, skal der udarbejdes en habilitetsaftale. Kontrakten med Commissioning Lederen skal være klar og præcis, og den bør kunne tilpasses, hvis projektet ændrer sig. Kontrakten bør ikke kun baseres på de standardkontraktdokumenter såsom AB18, ABT18, ABR18 og YBL18.

### Commissioning specialister
Commissioning specialister tilkobles løbende i projektet, når der er behov for deres faglige kompetencer. Dette kan for eksempel være i forbindelse med granskning af en kølecentral, hvor Commissioning specialisten med speciale indenfor køl tilkobles.

## Test
I Commissioning processen testes de forskellige installationer, anlæg og systemer, som er underlagt Commissioning kravene. Commissioning organisationen foretager tværfaglige systemintegrationstest. Disse test må dog ikke forveksles med kravene fra Bygningsreglementet om funktionsafprøvning eller bygningsstyrelsens performancetest.
Følgende anlæg skal som minimum testes jf. DS 3090, hvis de indgår i byggeprojektet:
- Varmesystemer
- Ventilationssystemer
- Kølesystemer
- Forsyningssystemer, herunder varmepumper, fjernvarmeforsyning, kedelanlæg
- Elinstallationer
- Belysning, herunder dagslysstyring
- Solafskærmning
- Brandventilation
- Bygningsautomatik

## Andre links
- Cx Wiki - Dansk Wikipedia side om Commissioning
- Cx ERFA - Det danske Commissioning erfaringsnetværk
- Dansk LinkedIn gruppe for Commissioning
- DS 3090 - Den danske standard for Commissioning
- Værdibyg Commissioning vejledning